# جی. مایکل بیلی
جان مایکل بیلی (زاده ۲ ژوئیه ۱۹۵۷) یک روانشناس آمریکایی، متخصص ژنتیک رفتاری، و استاد دانشگاه نورث‌وسترن است که بیشتر به دلیل کارش در زمینه علت‌شناسی گرایش جنسی شناخته شده‌است. او معتقد است که گرایش جنسی به شدت تحت تأثیر زیست‌شناسی است و به احتمال زیاد همجنس‌گرایی مردانه ذاتی است. بیلی کتاب «مردی که ملکه خواهد شد» را نوشت که هدف آن توضیح زیست‌شناسی مردانه گرایش جنسی و جنسیت برای مخاطبان عام است و بر پسران ناسازگار جنسیتی، مردان همجنس‌گرا و زنان ترنس‌جندر تمرکز دارد. این کتاب واکنش‌هایی را، از انتقاد شدید برای پوشش آن از ترنسکشوال‌ها، تا پس گرفته شدن نامزدی برای جایزه از سوی بنیاد ادبی لامبدا، سازمانی که ادبیات دگرباشان را ترویج می‌دهد، برانگیخت.

## تحصیلات و شغل
بیلی در لابک، تگزاس به دنیا آمد. او مدرک لیسانس خود را در رشته ریاضیات از دانشگاه واشینگتن در سال ۱۹۷۹ و دکترای خود را در روانشناسی بالینی از دانشگاه تگزاس در آستین در سال ۱۹۸۹ دریافت کرد، جایی که او زیر نظر محقق ژنتیک رفتاری لی ویلرمن تحصیل کرد.
بیلی در سال ۱۹۸۹ استاد دانشگاه نورث وسترن شد. در دهه ۱۹۹۰، بیلی چندین مقاله منتشر کرد که یک مؤلفه ارثی برای گرایش جنسی را پیشنهاد می‌کرد. در سال ۲۰۰۳ او کتاب مردی که ملکه خواهد شد را منتشر کرد.
در اکتبر ۲۰۰۴، بیلی از ریاست دپارتمان روانشناسی کنار رفت. بیلی به عنوان استاد نورث وسترن به خدمت خود ادامه می‌دهد. به گفته گوگل اسکالر، آثار بیلی بیش از ۱۵۰۰۰ بار مورد استناد قرار گرفته‌اند و او دارای شاخص اچ ۶۱ است

## پژوهش

### زیست‌شناسی و گرایش جنسی
بیلی برای تحقیقات مربوط به زیست‌شناسی و گرایش جنسی به خوبی شناخته شده‌است. در اوایل دهه ۱۹۹۰ بیلی و ریچارد پیلارد یک سری از مطالعات دوقلو را به رشته تحریر درآوردند که میزان تطابق هویت جنسی را در بین دوقلوهای تک تخمکی (۵۲ درصد تطابق)، دوقلوهای دو تخمکی همجنس (۲۲ درصد)، و خواهر و برادرهای غیر دوقلو از تک جنس و جنسیت و خواهر و برادرهای خوانده همجنس (۱۱٪) را بررسی کردند. تحقیقات جدیدتر توسط بیلی و همکاران، در مورد دوقلوها نرخ تطابق بسیار پایین‌تری برای دوقلوهای تک تخمکی در مورد جهت‌گیری همجنس‌گرایانه یافت که تنها ۲۰ درصد برای مردان و ۲۴ درصد برای زنان بود. بیلی توضیحی را برای نرخ تطابق بسیار پایین‌تر در میان دوقلوهای تک تخمکی در این مطالعه ارائه می‌کند: در آن مطالعات قبلی، دوقلوهایی که تصمیم می‌گرفتند در مطالعه‌ای که به وضوح مرتبط با همجنس‌گرایی است شرکت کنند، احتمالاً تمایلات جنسی هم‌قلوهای خود را قبل از موافقت با شرکت در نظر می‌گرفتند.

### همجنس‌گرایی
خط دیگری از تحقیقات بیلی به روش‌هایی مربوط می‌شود که همجنس‌گرایان در مقایسه با دگرجنس‌گرایان دارای تمایلات جنسی غیرمعمول (یا ناسازگار با جنسیت) هستند، و همچنین به روش‌هایی که همجنس‌گرایان با دگرجنسگرایان دارای تمایلات جنسی معمول و منطبق بر جنسیت هستند. برای مثال، او یک متا آنالیز منتشر کرد که نشان می‌داد به‌طور متوسط، مردان و زنان همجنس‌گرا به یاد می‌آورند که در مقایسه با کودکان دگرجنس‌گرا، کودکی ناسازگار جنسیتی بسیار بیشتری داشته‌اند. در مقابل، او همچنین نشان داد که برای بسیاری از ویژگی‌های مرتبط با جفت‌گیری (مانند علاقه به رابطه جنسی گاه به گاه، و تأکید بر جذابیت فیزیکی شریک زندگی)، همجنس‌گرایان به نظر شبیه دگرجنس‌گرایان جنس خود هستند. او همچنین دربارهٔ پدیده گی‌دار تحقیق کرده‌است.
بیلی به پارادوکس تکاملی تداوم همجنس‌گرایی علاقه‌مند بوده‌است. او به نیویورک تایمز گفت: «همجنس‌گرایی مردانه از نظر تکاملی ناسازگار است.» وی همچنین خاطرنشان کرد که «این عبارت فقط به این معنی است که اگر ژن‌های کمتری از این قبیل به نسل بعدی برسد، ژن‌های طرفدار همجنس‌گرایی نمی‌توانند توسط تکامل مورد حمایت قرار گیرند».
در مقاله‌ای که با همکاری آرون گرینبرگ نوشته شد، او پیشنهاد کرد که اجازه دادن به والدین برای انتخاب گرایش جنسی فرزندانشان از نظر اخلاقی قابل قبول است، مشروط بر اینکه وسایل مورد استفاده برای دستیابی به آن هدف، خودشان از نظر اخلاقی قابل قبول باشند. (به عنوان مثال، کشتن نوزادانی که همجنس‌گرا می‌شوند، بدیهی است که اشتباه است. قابل قبول بودن سقط جنین «جنین همجنس‌گرا» یا «جنین دگرجنس‌گرا» به این بستگی دارد که آیا فرد معتقد است که سقط جنین، فی نفسه، از نظر اخلاقی قابل قبول است یا خیر) آلیس درگر از استدلال گرینبرگ و بیلی انتقاد کرد و آنها پاسخ دادند.

### برانگیختگی جنسی
خط سوم تحقیق، الگوهای برانگیختگی جنسی و ارتباط آنها با گرایش جنسی در مردان و زنان را بررسی کرده‌است. این تحقیق بر روی هر دو اقدامات برانگیختگی جنسی تناسلی و گزارش توسط خود متمرکز شده‌است. برای مثال، آزمایشگاه بیلی نشان داد که الگوهای برانگیختگی جنسی مردان به دقت گرایش‌های جنسی آنها را دنبال می‌کند، اما زنان این کار را نمی‌کنند. در سال ۲۰۰۵، این تحقیق مطالعه‌ای را انجام داد که در آن سؤال می‌کرد که آیا دوجنس‌گرایی مردانه به روشی که گاهی توصیف می‌شود وجود دارد یا خیر. این مطالعه بر اساس نتایج آزمایش پلتیسموگرافی آلت تناسلی انجام شد. این آزمایش نشان داد که از مردانی که خود را دوجنس‌گرا می‌دانستند، ۷۵ درصد به‌طور قابل‌توجهی از طریق تصاویر جنسی از مردان، از نظر تناسلی بیشتر برانگیخته می‌شوند و ۲۵ درصد نیز به‌طور قابل‌توجهی با تصاویر جنسی زنان، از نظر جنسی بیشتر برانگیخته می‌شوند. آنها نتیجه گرفتند: «به نظر می‌رسد دوجنس‌گرایی مردان در درجه اول نشان دهنده سبکی از تفسیر یا گزارش برانگیختگی جنسی است تا یک الگوی متمایز از تحریک جنسی تناسلی.» این مطالعه پس از مقاله ای در نیویورک تایمز در مورد مطالعه مورد توجه گسترده قرار گرفت. مطالعه‌ای در سال ۲۰۱۱ با استفاده از روش‌شناسی مشابه، شرکت‌کنندگان را به شدت فیلتر کرد و به حداقل دو شریک جنسی از هر جنس و حداقل یک رابطه عاشقانه به مدت سه ماه یا بیشتر نیاز داشت. این مطالعه برانگیختگی تناسلی و ذهنی را پیدا می‌کرد، اگرچه مشخص نیست که کدام الگوی برانگیختگی در جامعه دوجنس‌گرای مدرن رایج‌تر است.
مقاله و مطالعه ۲۰۰۵ توسط گروه‌های همجنس‌گرا و دوجنس‌گرا و توسط سازمان انصاف و دقت در گزارش دهی مورد انتقاد قرار گرفت. منتقدان استدلال می‌کردند که حجم نمونه نسبتاً کوچک بود و شامل ۱۰۰ مرد بود. همچنین، همه این موضوعات، از تبلیغات درج شده در نشریات همجنس‌گرا و «جایگزین»، «خود انتخابی» بودند. سپس محققان مجبور شدند نتایج ۳۵ درصد از این جمعیت را به عنوان پاسخگو نادیده بگیرند. فریتز کلاین، محقق جنسی و نویسنده کتاب گزبنه دوجنس‌گرا، با موافقت با نتیجه‌گیری نویسنده مبنی بر اینکه دوجنس‌گرایی یک تجربه ذهنی است، استدلال کرد که «کشش اجتماعی و عاطفی عناصر بسیار مهمی در جذابیت دوجنس‌گرا هستند.»
کار برانگیختگی جنسی بیلی توسط واشینگتن تایمز و برخی از مفسران محافظه‌کار اجتماعی مورد حمله قرار گرفت و آن را هدر دادن دلارهای مالیات دهندگان دانست. در پاسخ، بیلی و مدافعانش گفته‌اند که مطالعه الگوهای برانگیختگی جنسی در درک تمایلات جنسی انسان، به ویژه گرایش جنسی، مهم است. آزمایشگاه بیلی همچنین گرایش جنسی و برانگیختگی جنسی را با استفاده از اف‌ام‌آرآی مورد مطالعه قرار داده‌است.

## مردی که ملکه خواهد شد
کتاب بیلی مردی که ملکه خواهد شد: علم عطف جنسیت و تراجنسی در سال ۲۰۰۳ منتشر شد. در آن، بیلی شواهدی را بررسی کرد که نشان می‌دهد همجنس‌گرایی مردانه ذاتی است و نتیجه وراثت و محیط قبل از تولد است. او همچنین نظریه ری بلانچارد را بررسی کرد که دو شکل غیرمرتبط از ترنسکشوالیسم وجود دارد، یکی که نوعی افراطی از همجنس‌گرایی است و دیگری که بیانگر پارافیلیایی است که به نام اتوژنفیلیا شناخته می‌شود. این کتاب که به سبک علمی عامه پسند نوشته شده‌است، خلاصه ای از تحقیقاتی است که از نظرات بیلی حمایت می‌کند.
این کتاب جنجال قابل توجهی ایجاد کرد. با جزئیات‌ترین تحقیقات در مورد آن مناقشه توسط آلیس درگر، یک متخصص اخلاق زیستی و مورخ، که به خاطر فعالیت‌هایش در حمایت از حقوق افراد بیناجنس مشهور است، گزارش شد. درگر جزئیات بیشتری را در انگشت میانی گالیله، تحلیلی از درگیری‌های مدرن بین دانشمندان و فعالانی که اعتقاداتشان توسط آنها به چالش کشیده می‌شود، اضافه کرد. او در گزارش مستند خود از پرونده بیلی، به این نتیجه رسید که گروه کوچکی از فعالان خودخوانده سعی کردند با حمله به بیلی، یک نظریه علمی چالش‌برانگیز سیاسی را دفن کنند: «این منتقدان، به جای محدود کردن خود به بحث بر سر ایده‌ها، بیلی را متهم به جنایات جدی کرده بودند،» اما «آنچه آنها در مورد بیلی ادعا کردند به سادگی درست نبود.»
یک زن ترنس‌جندر که او در کتاب توصیف کرده بود، شکایتی را به دانشگاه نورث‌وسترن ارائه کرد و مدعی شد که بحث‌های زیاد او با بیلی در مورد دیدگاه او نسبت به زنان ترنس و کتابی که او در حال نوشتن بود، او را به موضوعی غیر توافقی برای تحقیقات تحت نظارت IRB توسط بیلی تبدیل کرد. که در این مدت با او رابطه جنسی رضایت‌بخش داشته‌است. نورث وسترن هیچ مبنایی برای شکایت پیدا نکرد. پروفسورهای ترنس‌جندر، لین کانوی و دیردری مک‌کلوسکی، شکایتی علیه بیلی به تنظیم‌کننده‌های ایالتی ایلینویز ارائه کردند و مدعی شدند که او بدون مجوز با ارائه نامه‌های ارزیابی موردی مختصری که کاندیداتوری برای جراحی تطبیق جنسیت را پیشنهاد می‌کرد، روان‌شناسی می‌کرد. با این حال، اداره این اتهامات را دنبال نکرد، زیرا او پاداش اجرای خدمات را نپذیرفت و بنابراین قانون را نقض نکرد. حداقل دو زن که می‌گفتند سوژه‌های کتاب او هستند، شکایتی را به نورث وسترن ارائه کردند و مدعی شدند که بیلی با اطلاع ندادن به آنها مبنی بر اینکه آنها باید موضوع تحقیق در نوشتن کتابش باشند، مرتکب سوء رفتار علمی شده‌است. نورث وسترن این ادعا را بررسی کرد. اگرچه یافته‌های آن تحقیق منتشر نشد، سی. بردلی مور، معاون پژوهشی دانشگاه نورث‌وسترن، گفت: «ادعاهایی مبنی بر سوء رفتار علمی که علیه پروفسور جی. مایکل بیلی مطرح شده‌است، تحت تعریف فدرال از سوء رفتار علمی قرار نمی‌گیرد.» و اینکه دانشگاه «پروتکلی ایجاد کرده‌است تا اطمینان حاصل شود که فعالیت‌های تحقیقاتی پروفسور بیلی که شامل موضوعات انسانی است مطابق با انتظارات دانشگاه، مقررات و دستورالعمل‌های تعیین شده توسط دولت فدرال و با استانداردهای تحقیقاتی پذیرفته شده عمومی انجام می‌شود.» بیلی می‌گوید که هیچ اشتباهی مرتکب نشده‌است و انگیزه حملات علیه او به سرکوب بحث دربارهٔ ایده‌های کتاب در مورد ترنس‌سکشوالیسم، به‌ویژه اتوژنفیلیا بوده‌است. آلیس درگر، یک متخصص اخلاق زیستی، گزارشی از این مناقشه را در آرشیو رفتار جنسی منتشر کرد. به گفته درگر، اتهامات مربوط به رفتار نادرست را می‌توان دقیقاً به عنوان «آزار و اذیت»، و یک «کمپین ضد بیلی» توصیف کرد. درگر نوشت که از چهار زنی که به نورث وسترن شکایت کردند، دو نفر اذعان کردند که می‌دانستند در نامه‌شان به دانشگاه در کتاب بیلی گنجانده می‌شوند. دو مورد دیگر در کتاب شرح داده نشده‌است. درگر همچنین گزارش داد که در حالی که هیچ مدرک قطعی برای رد ادعای سوء رفتار جنسی وجود ندارد، مهر تاریخ روی ایمیل‌های بین بیلی و همسر سابقش نشان می‌دهد که او در زمانی که گفته می‌شود این رفتار نادرست اتفاق افتاده‌است، در خانه همسرش بوده و از دو فرزندشان مراقبت می‌کرده‌است. ژورنال در همان شماره ۲۳ تفسیر در مورد جنبه‌های متعدد بحث، از جمله انتقاد از تحلیل درگر منتشر کرد.
در خارج از جامعه تراجنسیتی و محققان جنسیت‌شناسی، این مناقشه به دلیل پیامدهای آن برای آزادی آکادمیک و آزادی بیان تا حد زیادی قابل توجه است. درگر در مصاحبه ای با نیویورک تایمز گفت: «اگر اصلاً بخواهیم تحقیق داشته باشیم، در آن صورت افرادی را خواهیم داشت که چیزهای نامطلوب می‌گویند، و اگر این اتفاقی است که برای آنها می‌افتد، ما نه تنها برای علم بلکه برای خود بیان آزاد نیز مشکل داریم.» در حالی که کانوی کار او را با تبلیغات نازی مقایسه کرد و آندره‌آ جیمز تصاویری از فرزندان بیلی را در وب‌سایت خود با زیرنویس‌های غیراخلاقی جنسی منتشر کرد، منتقدان دیگر بر این باورند که اقدامات آنها علیه بیلی و کتاب او بیانگر اظهار نظر قانونی در مورد موضوع مورد علاقه عمومی است.
هلن بوید توضیح داد که چه چیزی ممکن است انگیزه برخی را برای اعتراض به این کتاب داشته باشد:
در جامعه مبدل‌پوشی، مردی که اعتراف می‌کند که با لباس پوشیدنش برانگیخته شده‌است، هنوز هم منحرف محسوب می‌شود. ترنس‌سکشوال اتوژنوفیلیک همدردی مشابهی با ترنس‌سکشوال غیر اتوژنوفیلیک دریافت نخواهد کرد. این دقیقاً همان چیزی است که کتاب بیلی را بسیار خطرناک می‌کند: این کتاب به زنان ترنس‌سکشوال اجازه می‌دهد که توسط جامعه ما به دلیل داشتن الگوهای برانگیختگی جنسی به عنوان «منحرف» محکوم شوند.— هلن بوید
بیلی در پاسخ به این گونه انتقادات، خطی از کتابش را تکرار کرد: «پذیرش واقعی ترنس‌جندرها مستلزم این است که ما واقعاً بفهمیم که آنها چه کسانی هستند».

## حضور در رسانه‌های خبری
بیلی و کارهایش به‌طور برجسته در داستان بوستون گلوب توسط نیل سویدی با عنوان "چه چیزی مردم را همجنسگرا می‌کند؟" پوشش داده شده‌اند. این داستان در سال ۲۰۰۶ در جلد «بهترین نوشته علمی آمریکایی» گنجانده شد.
بیلی و آزمایشگاه او همچنین در داستان سی‌بی‌اس نیوز ۶۰ دقیقه "گی یا استریت؟"، که اولین بار در ۱۲ مارس ۲۰۰۶ پخش شد و هفته بعد محبوب‌ترین خبر در وب سایت سی‌بی‌اس نیوز بود، برجسته شدند. این داستان واکنش‌هایی را برانگیخت از «فوق‌العاده و جذاب» نویسنده همجنس‌گرا جرمی هوپر در وبلاگ «به خوبی تو» تا نظرات منفی نویسنده همجنس‌گرا، دیوید ارنشتاین، که خاطرنشان کرد این نمایش «مملو از کلیشه‌هایی دربارهٔ مردان همجنس‌گرا و زنانگی که از زمان پخش گزارش «همجنسگرایان در سی‌بی‌اس»» در سال ۱۹۶۷ توسط سی‌بی‌اس دیده نشده‌است. شری فینکلشتاین، تهیه‌کننده بخش «گی یا استریت»، پاسخ داد: «ما از جنجال‌های پیرامون کتاب مایکل بیلی آگاه بودیم و قبل از اینکه تصمیم بگیریم برای داستان با او مصاحبه کنیم، همه اتهامات را بررسی کردیم. . .» او در پایان گفت: «ما احساس نکردیم چیزی وجود دارد که او را از مصاحبه محروم کند. و در واقع، کار او مورد توجه همه محققان این حوزه است که با آنها صحبت کردیم و احساس کردیم که او فردی بسیار شایسته برای بحث در مورد این موضوعات است.»

## کتابشناسی برگزیده
- Bailey JM, Vasey PL, Diamond LM, Breedlove SM, Vilain E, Epprecht M (2016). "Sexual Orientation, Controversy, and Science". Psychological Science in the Public Interest. 17 (2): 45–101. doi:10.1177/1529100616637616. PMID 27113562.
- Bailey JM (2003). The Man Who Would Be Queen: The Science of Gender-Bending and Transsexualism. Washington, D.C: Joseph Henry Press. ISBN 978-0-309-08418-5.
- Bailey JM; Pillard RC; Dawood K;  et al. (1999). "A family history study of male sexual orientation using three independent samples". Behavior Genetics. 29 (2): 79–86. doi:10.1023/A:1021652204405. PMID 10405456. S2CID 10953775.
- Bailey JM (1999). "Homosexuality and mental illness". Archives of General Psychiatry. 56 (10): 883–4. doi:10.1001/archpsyc.56.10.883. PMID 10530627.
- Dunne MP; Martin NG; Bailey JM;  et al. (1997). "Participation bias in a sexuality survey: psychological and behavioural characteristics of responders and non-responders". International Journal of Epidemiology. 26 (4): 844–54. doi:10.1093/ije/26.4.844. PMID 9279618.
- Bailey JM (1995). "Sexual orientation revolution". Nature Genetics. 11 (4): 353–4. doi:10.1038/ng1295-353. PMID 7493006. S2CID 1086344.
- Bailey JM, Nothnagel J, Wolfe M (1995). "Retrospectively measured individual differences in childhood sex-typed behavior among gay men: Correspondence between self- and maternal reports". Archives of Sexual Behavior. 24 (6): 613–22. doi:10.1007/BF01542183. PMID 8572910. S2CID 10830453.
- Bailey JM, Zucker KJ (1995). "Childhood sex-typed behavior and sexual orientation: A conceptual analysis and quantitative review". Developmental Psychology. 31: 43–55. doi:10.1037/0012-1649.31.1.43. S2CID 28174284.
- Greenberg AS, Bailey JM (1993). "Do biological explanations of homosexuality have moral, legal, or policy implications?". Journal of Sex Research. 30 (3): 245–251. doi:10.1080/00224499309551708.
- Bailey JM, Miller JS, Willerman L (1993). "Maternally rated childhood gender nonconformity in homosexuals and heterosexuals". Archives of Sexual Behavior. 22 (5): 461–9. doi:10.1007/BF01542559. PMID 8239975. S2CID 23460867.